# Voices (álbum)
Voices é um álbum de estúdio do músico grego Vangelis, lançado em 1995.

## Faixas
1. "Voices" (Vangelis) – 7:01
2. "Echoes" (Vangelis) – 8:23
3. "Come to Me" (Vangelis, Lavelle) – 4:33
4. "P.S." (Vangelis) – 2:06
5. "Ask the Mountains" (Vangelis, Nordenstam) – 7:53
6. "Prelude" (Vangelis) – 4:25
7. "Losing Sleep" (Still, My Heart) (Vangelis, Young) – 6:41
8. "Messages" (Vangelis) – 7:39
9. "Dream in an Open Place" (Vangelis) – 5:56
10. "Slow Piece" (Vangelis) - 4:50
11. ''Celebre the day''-3:58